# Инаугурация Александра Лукашенко (1994)
Первая инаугурация Александра Григорьевича Лукашенко в качестве президента Республики Беларусь состоялась 20 июля 1994 года.

## Предыстория
15 марта 1994 года Верховный Совет Республики Беларусь XII созыва принял конституцию, согласно которой страна стала парламентско-президентской республикой.
10 июля 1994 Александр Лукашенко победил на президентских выборах в Беларуси с результатом 80,34%.
Инаугурация была назначена на 20 июля 1994 года.
15 июля, на заседании Центризбиркома, Лукашенко вручили удостоверение президента.

## Церемония
20 июля 1994 года Александр Лукашенко прибыл к Дому правительства Республики Беларусь, после чего в овальном зале началось торжественное заседание Верховного Совета. Его открыл председатель Мечислав Гриб.
Александр Лукашенко положил руку на конституцию и произнёс инаугурационную речь на белорусском языке, после чего военный оркестр исполнил государственный гимн Республики Беларусь, который на тот момент не имел слов. После этого Александр Лукашенко выступил перед депутатами на русском языке. По заявлениям современников инаугурация была очень скромной, без особых торжеств. На инаугурации присутствовали Владимир Мулявин, Анатолий Ярмоленко, бывший премьер-министр Кебич и ряд других лиц, в том числе представители иностранных делегаций.